# Nitrit
L'ió nitrit és NO₂−. L'anió és angular, a més d'isoelèctric amb l'O₃.

Una ressonància híbrida que mostra els enllaços de N-O a l'ió nitrit tenen ordre d'enllaç de vora 1,5; deixant gran part de la càrrega negativa simple compartida entre els àtoms d'oxigen terminals

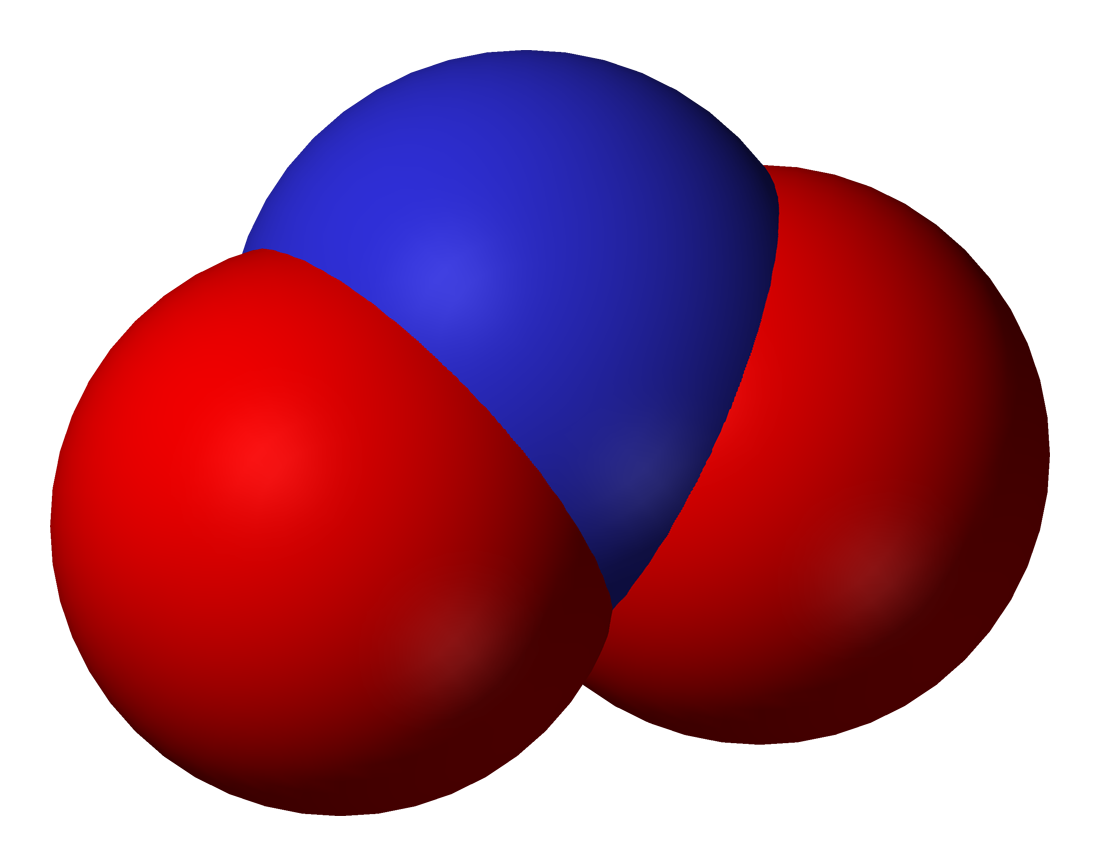
Model CPK de NO₂^{−}

Les dos estructures canòniques de NO₂^{−} que contribueixen a la ressonància híbrida mostrada dalt

Els nitrits són sals o bé esters de l'àcid nitrós (HNO₂). A la natura els nitrits es formen per oxidació biològica de les amines i de l'amoníac, o per reducció del nitrat en condicions anaeròbiques. A la indústria s'obtenen al dissoldre N₂O₃ en dissolucions bàsiques.
Tractant-se de sals d'un àcid feble en contacte amb àcids forts com l'àcid sulfúric es lliura l'àcid nitrós inestable que en dissolució àcida està en equilibri amb l'ió de nitrosoni (NO+). Aquest està relacionat en diverses reaccions de substitució electrofílica i en reaccions de síntesi de colorants diazoics.

## Aplicacions
Els nitrits formen part de moltes formulacions de sals per salar carns (E249 = nitrit de potassi; E250 = nitrit de sodi). Es coneix la seua capacitat de mantenir un color roig desitjat a la matèria primera perquè reacciona amb la mioglobina de la carn. Això no obstant, la concentració ha de ser baixa perquè se sospita que pot afavorir l'aparició de càncer. A més per la seua interacció amb l'hemoglobina resulten tòxics.
Els nitrits són productes de partida a la síntesi de diversos composts químics, sobretot compostos diazó. La seua a aplicació mèdica és com antídot en cas d'enverinaments per ciani de potassi, causant vasodilatació i a més és antiespasmòdic.

## Toxicitat i medi ambient
Els nitrats resulten tòxics per als peixos. Una concentració de 0,2 - 0,4 mg/l mata al 70% d'una població de truites. I es dona una mortalitat alta de peixos a partir de 0,15 mg/l.

## Determinació
El nitrit present a l'aigua es determina per diazotació amb sulfanilamida i copulació amb clorhidrat de N-(1-naftil)-etilendiamina, per formar un colorant azoic de gran intensitat que es mesura amb un espectrofotòmetre de longitud d'ona de 540nm.
També s'analitza afegint-hi reactiu de Zambelli i mesurant-lo amb un espectrofotòmetre a 450nm.

## Nitrits Orgànics

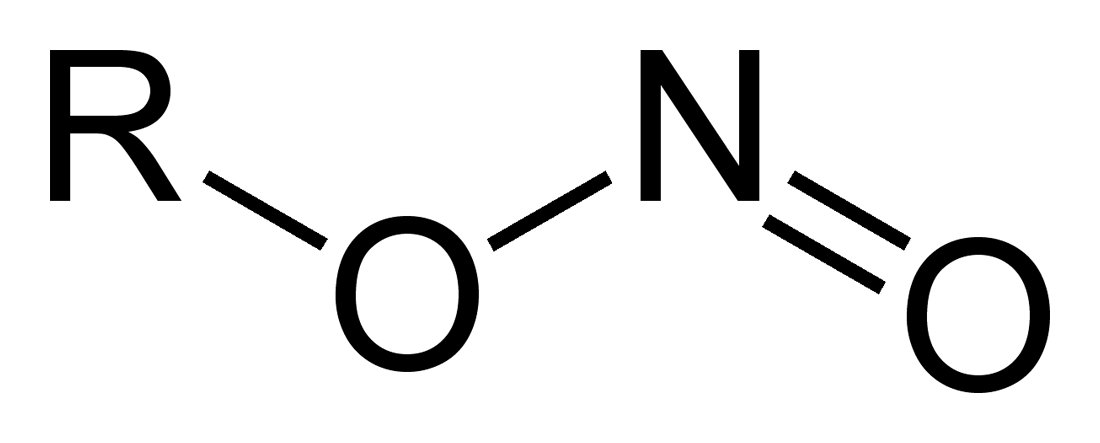
Estructura del grup funcional nitrosooxy (RONO)

En química orgànica, els nitrits són èsters de l'àcid nitros i conté el grup funcional nitrosooxy. Tenen la fórmula general {\displaystyle {\ce {RONO}}}, on la "R" és un grup arilo o alquilo. El nitrit amilo és utilitzat en medicina per tractaments de malalties del cor.
No s'ha de confondre els nitrits amb els nitrats, les sals d'àcid nítric, o amb nitroderivats, encara que comparteixen la fórmula RNO₂. Tampoc s'ha de confondre l'anió nitrit NO₂− amb el catió nitroni NO₂+.